# Aedes mcintoshi
Aedes mcintoshi är en tvåvingeart som beskrevs av Huang 1985. Aedes mcintoshi ingår i släktet Aedes och familjen stickmyggor. Inga underarter finns listade i Catalogue of Life.